# Apistogramma panduro
Apistogramma panduro är en fiskart som beskrevs av Römer, 1997. Apistogramma panduro ingår i släktet Apistogramma och familjen Cichlidae. Inga underarter finns listade i Catalogue of Life.

## Bildgalleri

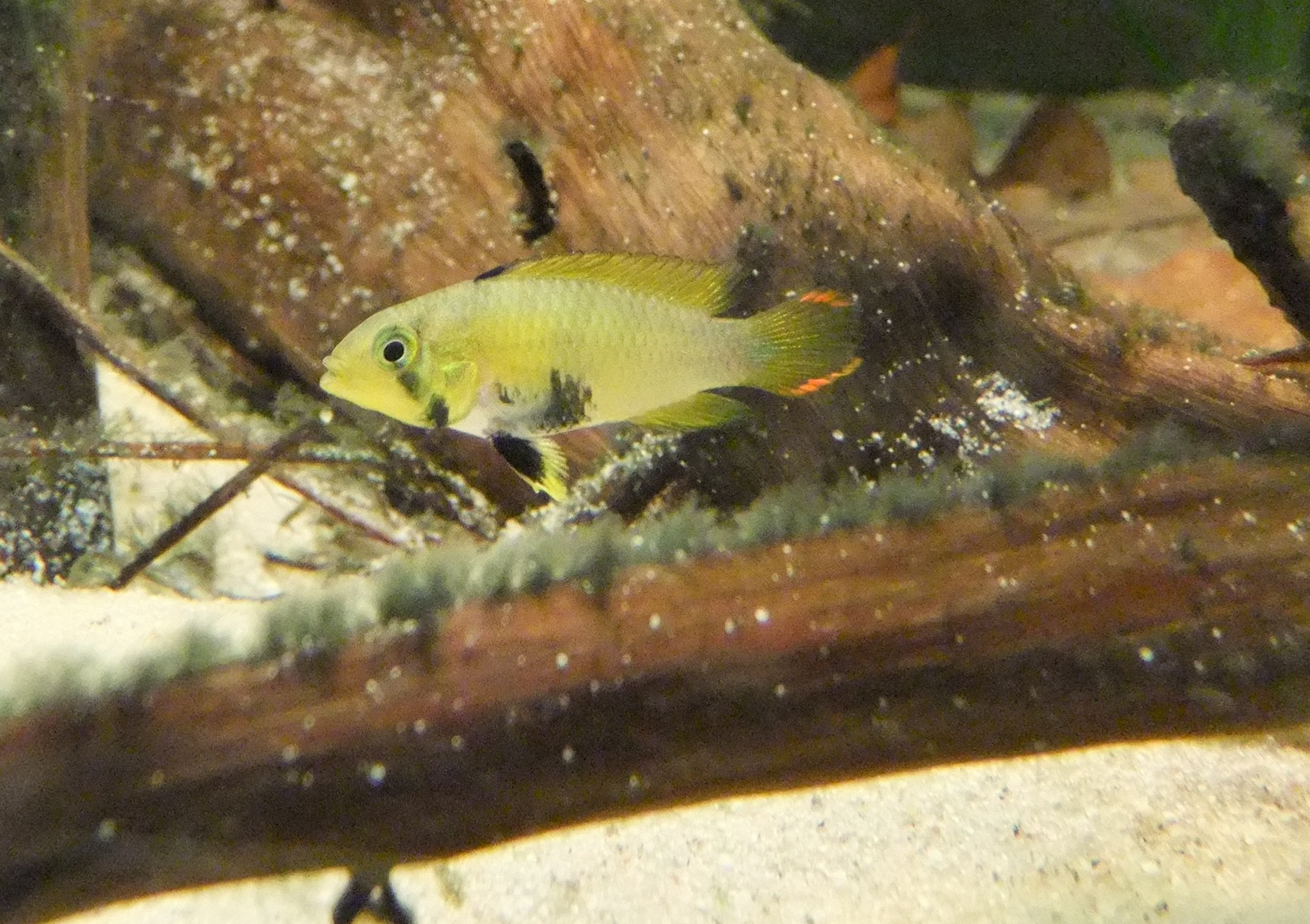
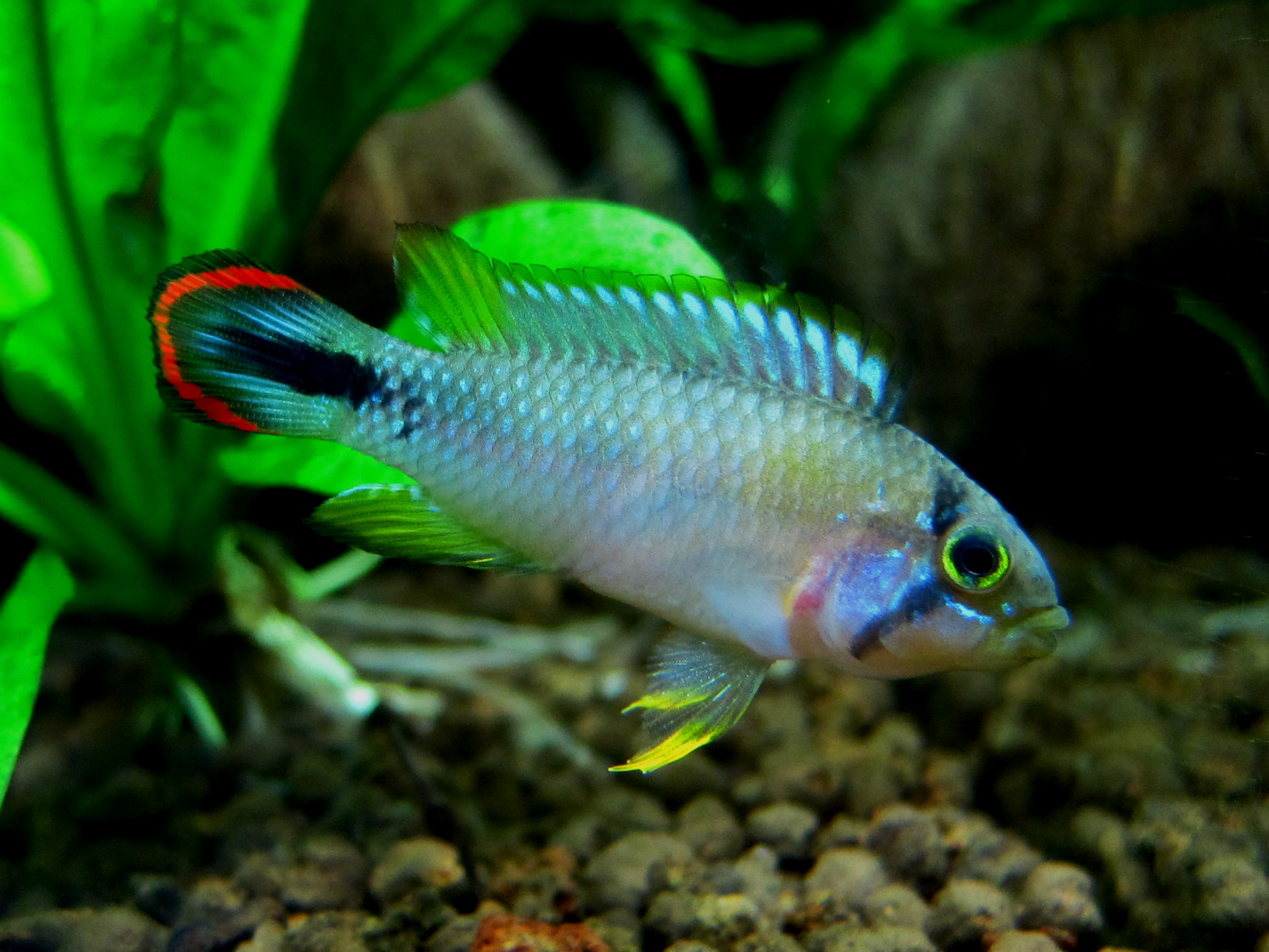
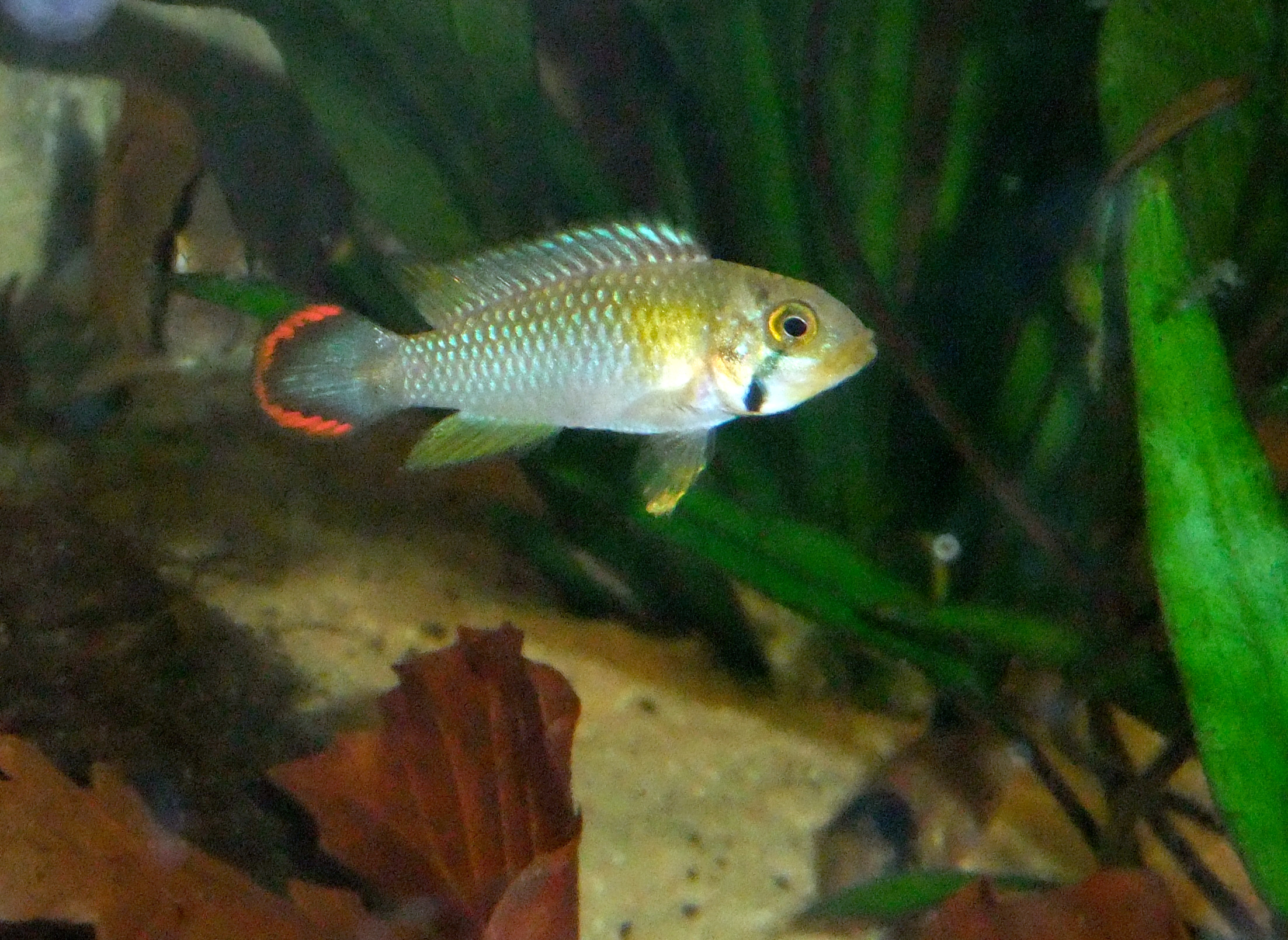